# 德納山

伊朗地形圖

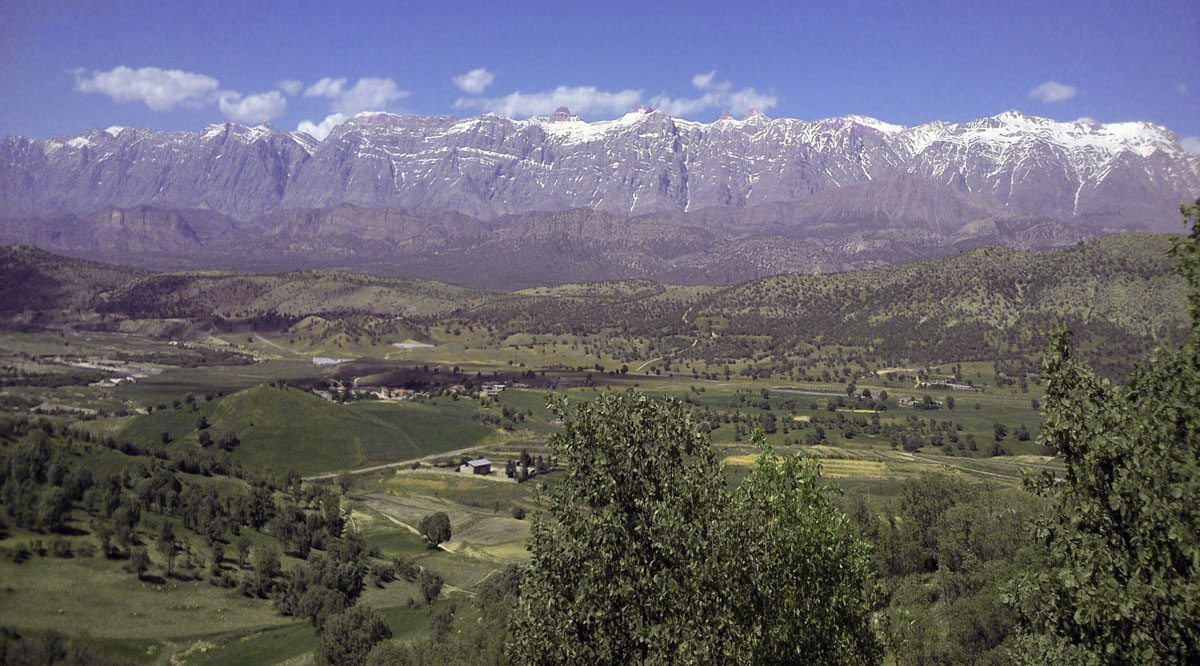
從西南方看德納山脈

德納山（Mount Dena，以及Luri和波斯語：均稱為دنا）是扎格羅斯山脈中的一個支脈，長度80公里（50英里），平均寬度15公里（49,000英尺），位於伊朗伊斯法罕省、科吉盧耶－博韋艾哈邁德省、恰哈馬哈勒－巴赫蒂亞里省三個省份的交界之處。
德納山有40多個海拔超過4,000公尺（13,000英尺）的山峰。 跨許-馬斯坦峰（Qash-Mastan）的海拔為4,409公尺，是德納山脈和扎格羅斯山脈的最高峰。德納山脈內的另一個已知高峰是豪斯-達爾峰（Hose-Daal），在亞蘇季北部30公里（19英里）的城市-錫薩赫特附近。
德納山的年降水量在600至1,800公厘（24至71英寸）之間，許多河流，包括卡倫河的一條支流，都從這個山脈發源。
地質上，德納山位於伊朗的薩南達季-錫爾詹的地質構造區，主要由白堊紀的石灰岩所構成。
2018年2月18日，伊朗阿塞曼航空3704號班機（一架ATR 72-212飛機）在德納山墜毀，造成機上65人全部遇難。

## 相片集錦

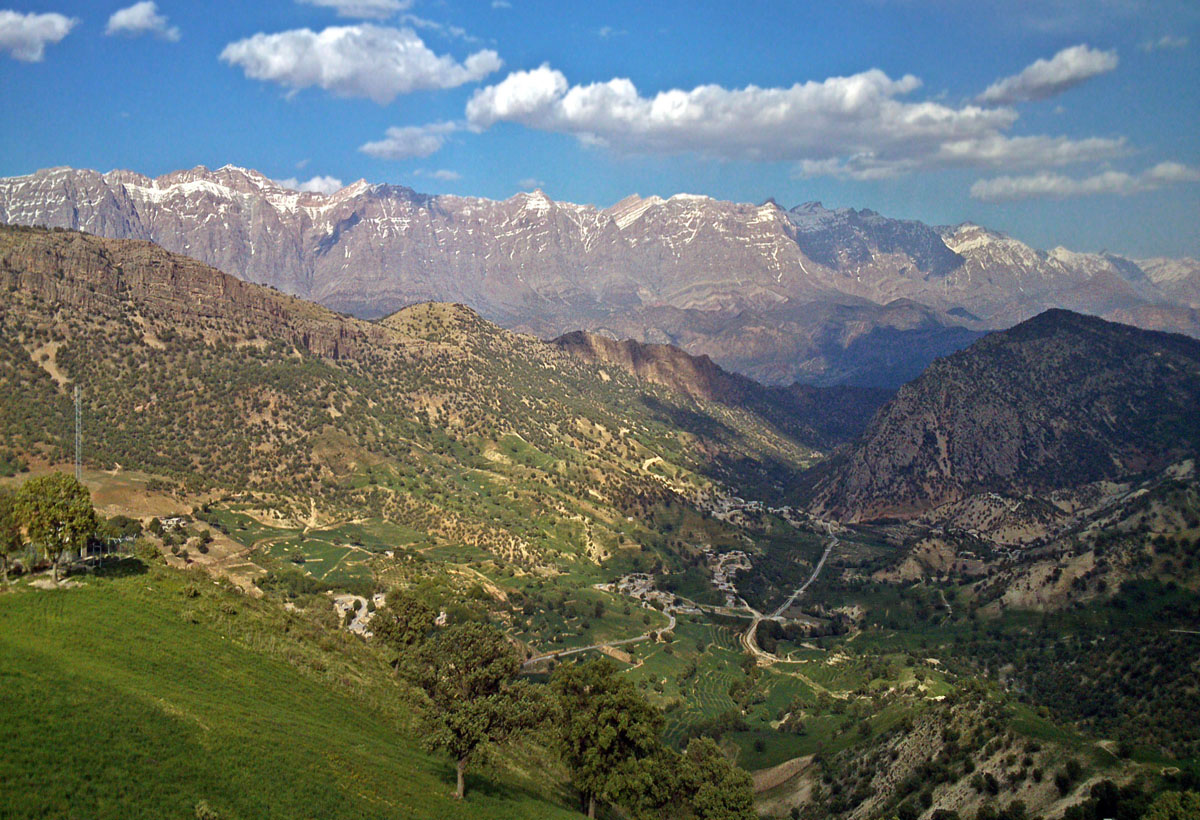
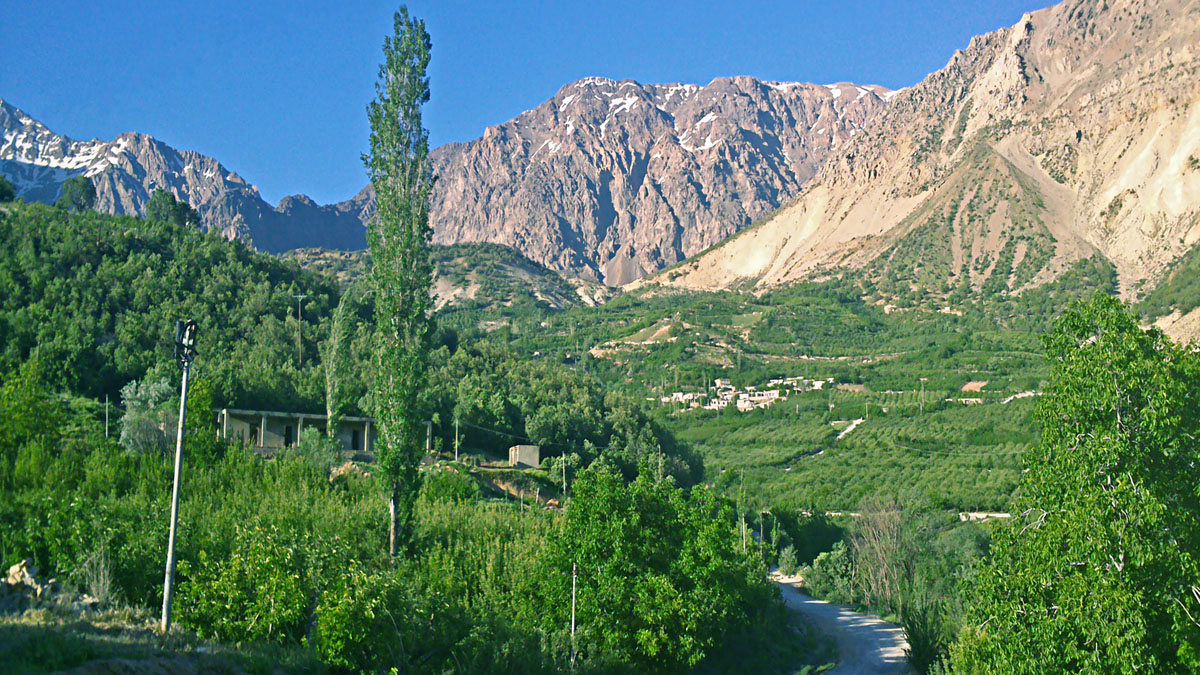
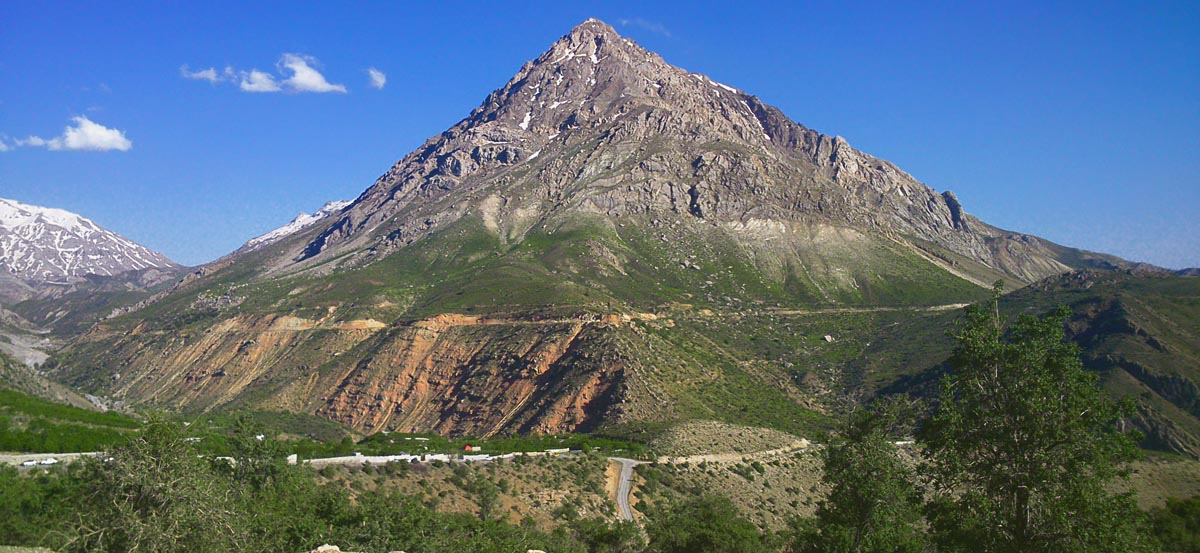
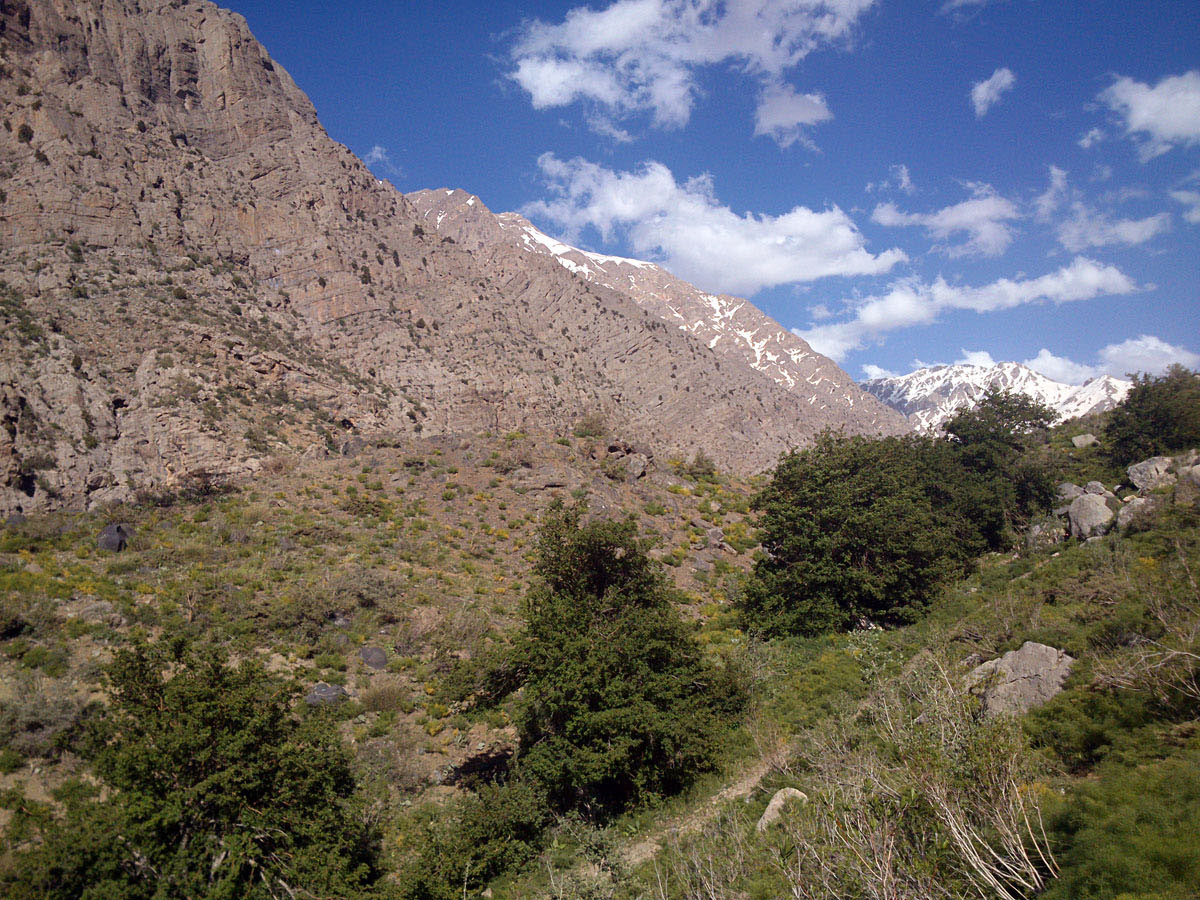
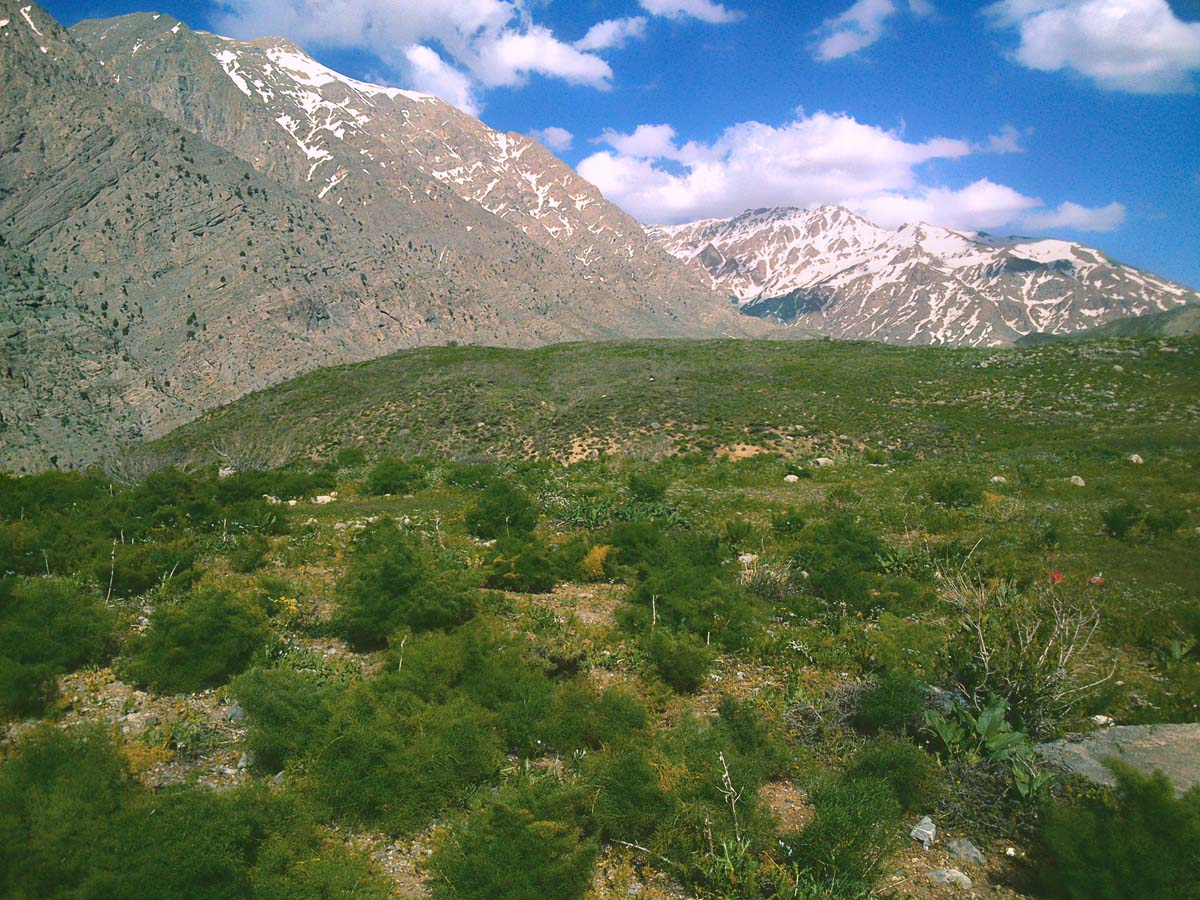
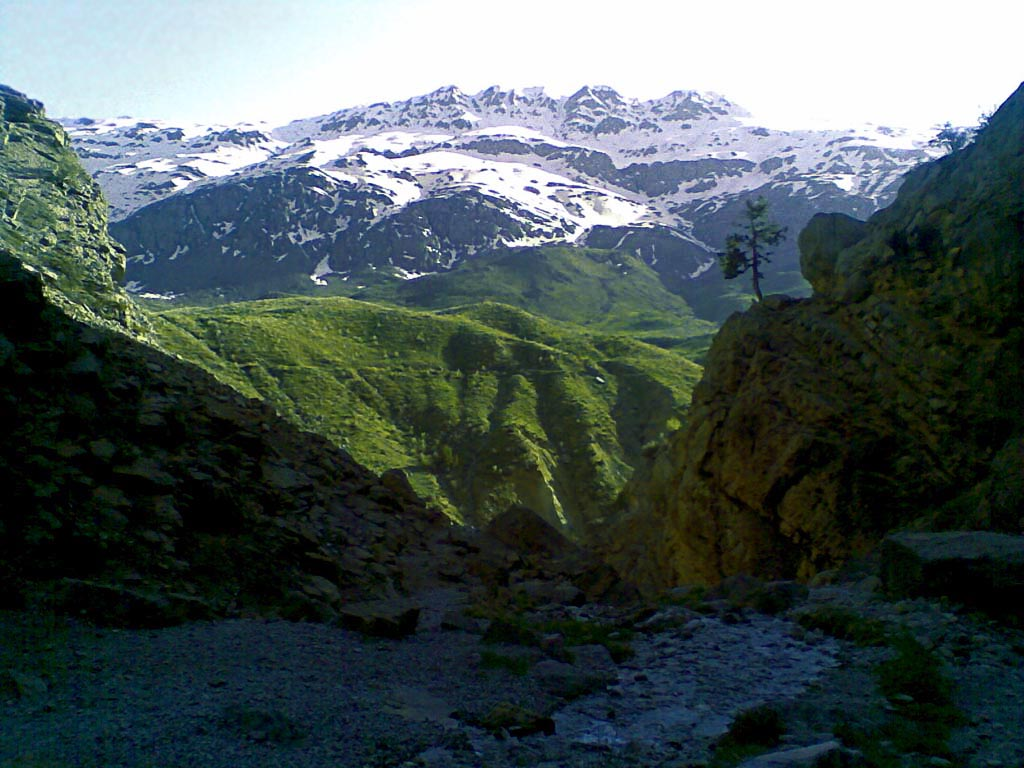
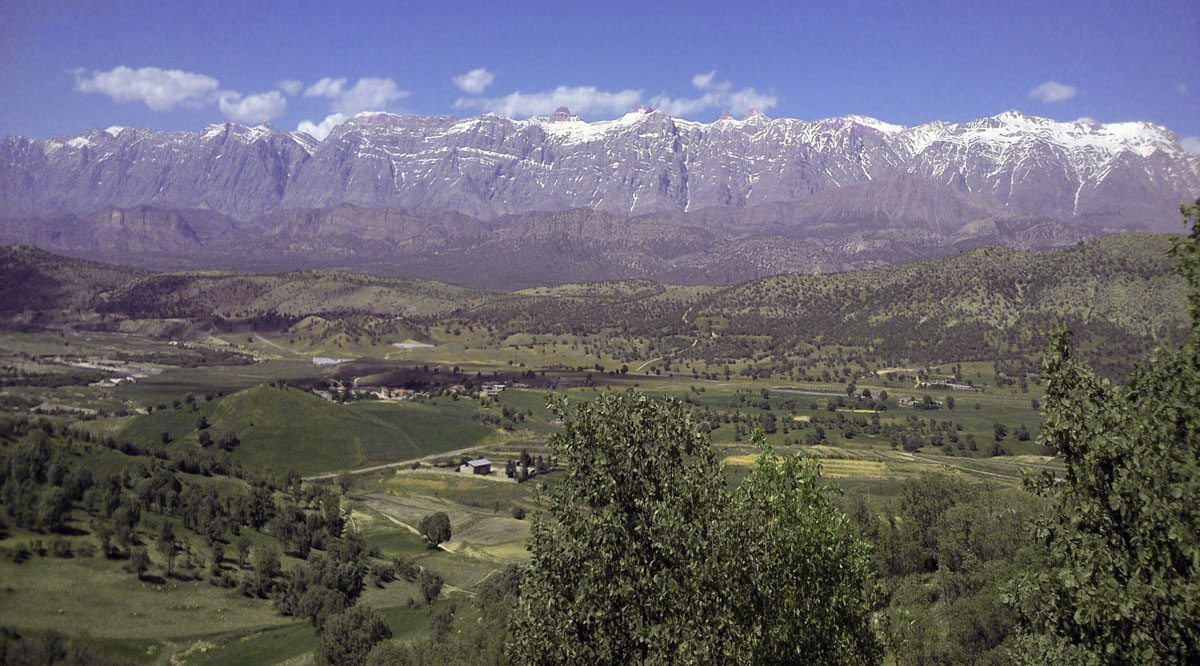
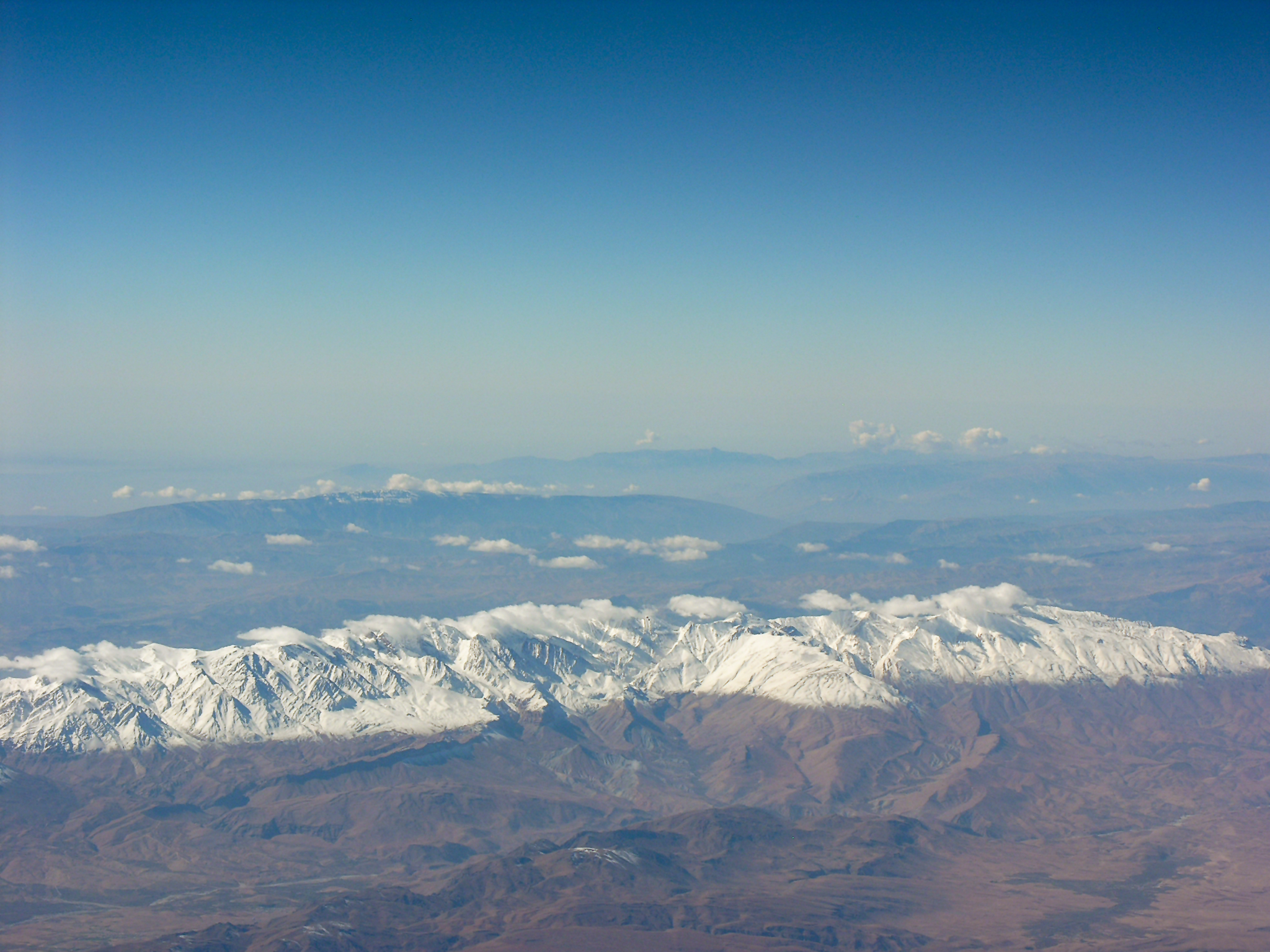